# Олександр Ян Яблоновський
Олександр (Александер) Ян Яблоновський гербу Прус III (пол. Aleksander Jan Jabłonowski; близько 1670 — 28 липня 1723) — представник знатного польського магнатського роду Яблоновських. Молодший брат Яна-Станіслава Яблоновського.

## Біографія
Другий син Станіслава Яна Яблоновського та його дружини Марії Анни з Казановських, доньки брацлавського воєводи Домініка Казановського.
Освіту здобув у єзуїтських навчальних закладах Львова та Праги разом з братом Яном Станіславом. Здійснив подорож до країн Західної Європи. Тривалий час жив у Франції, де зацікавився астрономією, що передав сину Юзефу Александру. Разом з братом у Парижі виголосив «Theses mathematicae ex variis tractatibus propugnabuntur».
Після повернення до Польщі вступив на військову службу, брав участь в політичному житті; секундував спочатку батьку, потім брату. 1687 р. став корсунським і буським старостою (отримав від батька, як і державу Загосцську). У 1693 після брата став хорунжим великим коронним. Мав посаду старости звенигородського з 1697 р. (проти цього ще 1710 р. протестувала сандомирська шляхта).
Учасник воєнних дій проти турків і татар, зокрема, боїв під Львовом у 1695 (ледь не потрапив до неволі) і 1697 р. У 1702 р. на чолі збройного загону воював проти українських козаків під керівництвом Семена Палія.
Був маршалом Галицького сеймику 1692 р., воєводського сеймику, обирався послом від Галицької землі на сейм до Варшави (1720 і 1722 р.). 1706 р. після перемоги військ Августа II під Калішем перейшов на його сторону, виправдовуючи свої попередні вчинки примусом з боку Карла XII. Потім знову перейшов на сторону Станіслава Лещинського, якого покинув перед Полтавською битвою. Як депутат від стану лицарів на раді сенату 1711 р. був в опозиції, не підписав рішення про початок війни з турками. Не відомо, чи брав участь у сприсяженні брата. Після арешту брата і гетьмана Адама-Миколая Сенявського восени 1713 р. жадав евакуації військ Сасів з Речі Посполитої. Приєднався до Тарногродської конфедерації, від неї був суддею фіскальним у Руському воєводстві 1716 р. В ті роки мав процеси з сусідами та кредиторами, зокрема, 1714 р. з Чацькими, 1718 р. з Виговськими.
Помер 28 липня 1723 р. у Буську (тепер Львівської області).

## Маєтності
1700 р. отримав Копайгород та Курилів. 1702 р. одідичив по батьку 6 міст і містечок, 58 сіл. Мав борг 1665400 злотих польських від батька (через видатки на потреби Речі Посполитої), про його повернення згадував до смерті.

## Сім'я
Дружина — Теофіля Сенявська (1677—1754, шлюб 1698 р.). Діти:
- Маріанна (1708—1765) — дружина сандомирського воєводи графа Яна Вельопольського[джерело?]
- Кароліна Тереза[джерело?]
- Ядвіга — дружина київського каштеляна Никодима Воронича[джерело?]
- Юзеф Олександр — воєвода новогрудський.